# Adolf Seebohm
Adolf Seebohm (* 17. April 1831 in Pyrmont; † 21. Dezember 1916 in Bad Pyrmont) war ein deutscher Arzt und Politiker.

## Leben
Seebohm war der Sohn des Kaufmanns David Seebohm und dessen Ehefrau Charlotte, geborene Müller. Er studierte an der Georg-August-Universität Medizin. 1854 wurde er im Corps Teutonia Göttingen recipiert. Er heiratete am 8. Mai 1855 in Pyrmont Elise Friederike Wilhelmine Rickert aus Wendemark (Altmärkische Wische) (1836–1860). Am 11. November 1868 heiratete er dort in zweiter Ehe Agnes Engel (1848–1919). Zum Dr. med. promoviert, wurde er in Pyrmont 1863 als Kreiswundarzt und 1875 als Kreisphysicus berufen. 1878 wurde er mit dem Titel eines Hofrates und 1888 mit dem Titel eines Geheimen Hofrates geehrt. Im Wahlkreis Pyrmont gewählt, saß er von 1899 bis 1901 im Landtag (Waldeck-Pyrmont).  